# Лан (Хюмлинг)
Лан (нем. Lahn) — община в Германии, в земле Нижняя Саксония.
Входит в состав района Эмсланд. Подчиняется управлению Верльте. Население составляет 916 человек (на 31 декабря 2010 года). Занимает площадь 21,25 км².

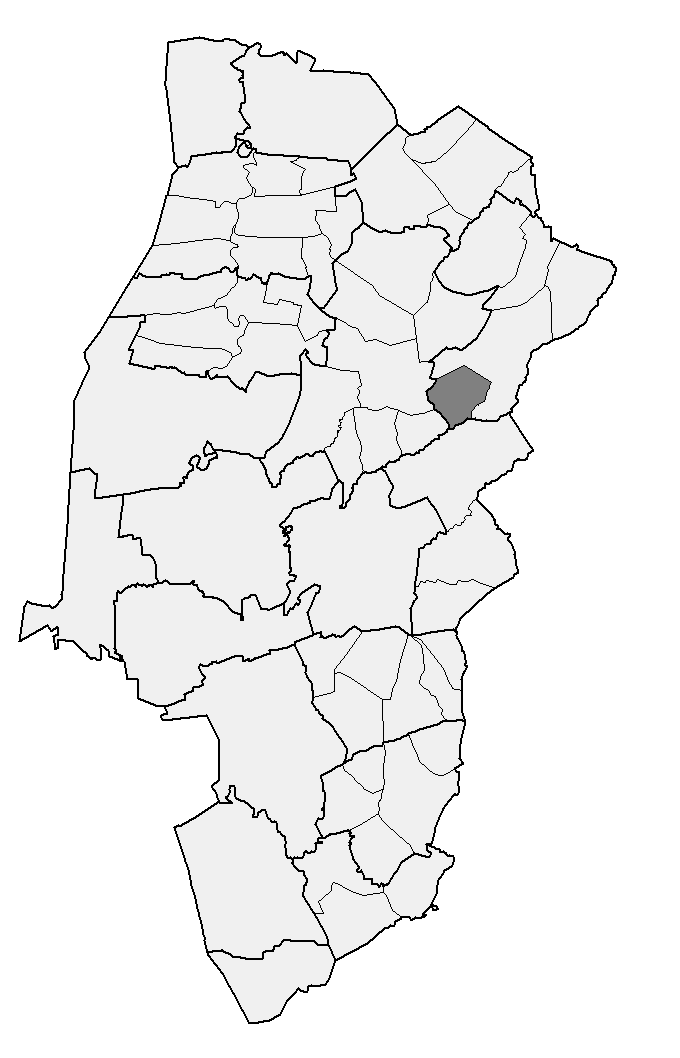
Лан (Хюмлинг)

| Год  | Население |
| ---- | --------- |
| 1990 | 711       |
| 1995 | 849       |
| 2000 | 865       |
| 2005 | 895       |
| 2010 | 908       |